# توروس سوم، شاه ارمنستان
توروس سوم، شاه ارمنستان (ارمنی: Թորոս Երրորդ, same as Theodore; زاده حدود ۱۲۷۱ میلادی – درگذشته ۲۳ ژوئیهٔ ۱۲۹۸)،  شاه ارمنی کیلیکیه از سال ۱۲۹۳ تا ۱۲۹۸ میلادی بود. پس از وی، هتوم دوم به تاج و تخت ارمنستان رسید. در ۱۲۹۳برادرش هتوم دوم به نفع توروس کناره‌گیری کرد. با این حال در سال ۱۲۹۵، توروس هتوم را به تاج و تخت فراخواند. هردوی آنها خواهرشان ریتا ارمنستان را به قسطنطنیه آوردند تا در سال ۱۲۹۶میلادی با مایکل نهم پالایولوگوس ازدواج کند. اما بدنبال بازگشت‌شان به باردزربرد توسط برادرشان سمبات که در غیبت آن دو حکومت را غصب کرده بود زندانی شدند. توروس در ۲۳ ژوئیه ۱۲۹۸ در بارتسرابرد توسط اوشین ارتشبد سمبات و با فرمان او به قتل رسید.

## خانواده
توروس دو بار ازدواج کرد نخستین ازدواج او با مارگارت لوزینیان (ح. ۱۲۷۶–۱۲۹۶، ارمنستان) (دختر پادشاه هیو سوم از قبرس) بود که در تاریخ ۹ ژانویه ۱۲۸۸ صورت گرفت. حاصل اولین ازدواج او، پسرش لئو سوم ارمنستان بود؛ که وارث عمویش هتوم دوم شد. لئو از ۱۳۰۳ به ۱۳۰۷ سلطنت کرد، اما همراه با عمویش توسط مغول‌ها به قتل رسید.